# Повзик бірманський
Повзик бірманський (Sitta neglecta) — вид горобцеподібних птахів родини повзикових (Sittidae). До 2005 року вважався підвидом повзика іржастого (Sitta cinnamoventris).

## Поширення
Вид поширений в Південно-Східній Азії (М'янма, Таїланд, Лаос, Камбоджа, В'єтнам). Його природними середовищами існування є субтропічні або тропічні сухі ліси, субтропічні або тропічні вологі низинні ліси та субтропічні або тропічні вологі гірські ліси.